# Giovan Pietro Grimaldi
Giovan Pietro Grimaldi (Modica, 28 ottobre 1860 – Modica, 1º settembre 1918) è stato un fisico italiano.

## Biografia e carriera
Nato a Modica in un ramo cadetto di una illustre famiglia (i baroni di Calamezzana), fratello dell'agronomo Clemente e nipote dei politici Corrado Rizzone Tedeschi e Michele Tedeschi Rizzone, si diplomò nel 1878 presso il Regio Istituto Tecnico "Archimede" della sua città natale (e dove rimase, per altri due anni, quale assistente tecnico al laboratorio di fisica), quindi, nel 1885, si laureò in fisica sperimentale presso l'Università di Catania, sotto la guida di Damiano Macaluso di cui divenne subito dopo assistente, effettuando studi e ricerche prevalentemente in termodinamica ed elettromagnetismo. Nel 1886, in seguito al trasferimento di Macaluso all'Università di Palermo, passò all'Istituto di Fisica di questa università, dove rimase fino al 1888 quando, conseguita – nello stesso anno – la libera docenza in fisica sperimentale, fu nominato assistente di Pietro Blaserna all'Istituto Fisico dell'Università di Roma, nella sede di via Panisperna.
Nel 1892, conseguito l'ordinariato in fisica sperimentale, prese servizio prima all'Università di Cagliari per poi passare all'Università di Parma, dove cominciò ad insegnare nel dicembre dello stesso anno. Ma già l'anno seguente ritornò a Catania ad occupare la cattedra di fisica sperimentale lasciata vacante da Adolfo Bartoli (che la resse dal 1886), nel frattempo trasferitosi all'Università di Pavia. Qui, Grimaldi concluse la sua carriera accademica fino alla morte prematura. I suoi studi e le sue ricerche riguardarono principalmente l'elettromagnetismo, la termodinamica e la chimica fisica.
A Catania, fu segretario dell'Accademia Gioenia dal 1896, direttore della "Scuola di Farmacia" dal 1899 al 1901, quindi Preside della Facoltà di Scienze dal 1902 al 1905, fino alla nomina a Rettore dell'Università di Catania per due mandati, dall'agosto 1905 al dicembre 1908, anno in cui si dimise per problemi di salute, ma contando però di poter ritornare presto alla ricerca scientifica attiva. Tuttavia, sopraggiunti problemi alla vista in gran parte dovuti alle sperimentazioni che conduceva senza tante precauzioni, lo costrinsero, suo malgrado, a diminuire ulteriormente i carichi di lavoro.
Morì improvvisamente nel suo palazzo di Modica a soli 58 anni, nel 1918, non prima di aver destinato il suo non piccolo patrimonio ad una Fondazione eretta in suo nome (Fondazione Grimaldi di Modica), tutt'oggi attiva nel campo della promozione culturale e sociale nonché consociata con l'Università di Catania e con l'Accademia Gioenia di Scienze Naturali di Catania nel finanziare borse di studio per ricerche scientifiche.
Alla sua cattedra di fisica sperimentale, nonché alla direzione dell'Istituto di Fisica di Catania, gli succedette (nel 1918) il suo allievo Ernesto Drago (1876-1929).

## Lavori principali
- "Sulla dilatazione termica dei liquidi a diverse pressioni", Il Nuovo Cimento, 19 (1) (1886) pp. 5–14.
- "Sulla relazione teoretica trovata dal Dupré fra il volume, la temperatura ed i coefficienti di dilatazione e di compressibilità dei corpi", Il Nuovo Cimento, 19 (1) (1886) pp. 213–220.
- "Sopra la verificazione sperimentale di alcune equazioni teoretiche stabilite da Heen nella sua teoria dei liquidi", Il Nuovo Cimento, 19 (1) (1886) pp. 220–224.
- "Influenza del magnetismo sulle proprietà termoelettriche del bismuto", Il Nuovo Cimento, 22 (1) (1887) pp. 57–59, pp. 123–143.
- "Influence du magnétisme sur les propriétés thermo-électriques du bismuth", Journal de Physique Théorique et Appliquée, 6 (1) (1887) pp. 569–571.
- "Sulle azioni termomagnetiche di von Ettingshausen e Nernst", IL Nuovo Cimento, 22 (1) (1887) pp. 5–9.
- "Über einige Gleichungen aus der Theorie der Flüssigkeiten", Zeitschrift für Physikalische Chemie, 1 (1) (1887) pp. 550–557.
- "Sulle modificazioni prodotte dal magnetismo nel bismuto", Il Nuovo Cimento, 23 (1) (1888) pp. 211–212.
- "Sopra una relazione fra il potere termoelettrico delle coppie bismuto-rame e la loro sensibilita rispetto all'azione del magnetismo", Rendiconti della R. Accademia dei Lincei, Anno 1888.
- "Influenza della temperatura sulle proprietà termoelettriche del bismuto", Il Nuovo Cimento, 25 (1) (1889) pp. 40–56.
- "Sopra una corrente galvanica ottenuta col bismuto in un campo magnetico", Il Nuovo Cimento, 25 (1) (1889) pp. 191–192.
- "Sur la résistance électrique des amalgames de sodium et de potassium", Journal de Physique Théorique et Appliquée, 8 (1) (1889) pp. 544–553.
- "Studio sulla corrente galvanomagnetica nel bismuto", Rendiconti della R. Accademia dei Lincei, Anno 1889.
- "Sulla capacità di polarizzazione delle foglie metalliche sottilissime" (con G. Platania), Il Nuovo Cimento, 6 (1) (1897) pp. 277–291.
- "Sulla inondazione di Modica del 26 settembre 1902", Tip. C. Galatola, Catania, 1903.

## Onorificenze
- Commendatore dell'Ordine della Corona d'Italia
- Cavaliere ufficiale dell'Ordine dei S.S. Maurizio e Lazzaro